# البشير بن يحمد
البشير بن يحمد، (من مواليد جربة في 2 أبريل 1928)، هو صحفي تونسي مؤسس مجلة جون أفريك المتخصصة في الشؤون الإفريقية. تخرج من مدرسة الدراسات التجارية العليا (HEC) في باريس، ومارس الصحافة في عدة جرائد عربية وعمل كمراسل لجريدة لوبتي ماتان. في أغسطس 1954 عمل كمدير مكتب لمحمد المصمودي الذي كان يشغل منصب وزير دولة في حكومة الطاهر بن عمار. استقال من نصبه في مايو 1955، ليدير جريدة لاكسيون التابعة للحزب الحر الدستوري الجديد. في 15 أبريل 1956 عين كاتب دولة للإعلام في أول حكومة بعد الاستقلال. استقال من منصبه في سبتمبر 1959، وأطلق في 17 أكتوبر 1960 أفريك أكسيون التي أصبحت تسمى جون أفريك في 21 نوفمبر 1961. انتقل إلى الإقامة في روما في مايو 1962، ثم إلى باريس سنة 1964. شغل منصب رئيس تحرير جون أفريك 14 أكتوبر 2007، وهو ما زال يشغل منصب رئيس مدير عام لمجموعة جون أفريك التي تصدر المجلة.